# Дом-музей В. Г. Короленко
Дом-музей В. Г. Короленко — музей В. Г. Короленко в главном доме усадьбы И. Г. Короленко (родного брата писателя), расположенный в хуторе Джанхот в 20 км от Геленджика. Усадьба является памятником истории и архитектуры.

## История
Усадьба была построена в 1901—1902 годах по чертежам и рисункам писателя и при его личном участии в строительстве. Расположена в живописном залесенном ущелье с выходом к открытому морю, на склоне горы Св. Нины, среди векового бора реликтовой пицундской сосны.
В. Г. Короленко в период с 1889 по 1915 годы девять раз приезжал в Джанхот с семьей. Именно здесь писатель работал над многими своими очерками и рассказами.
После революции в усадьбе была детская колония беспризорников, затем коммуна, образовавшаяся в 30-х годах, потом временные базы отдыха, пионерские лагеря.
Еще до Великой Отечественной войны литературной общественностью страны поднимался вопрос о необходимости создания в Джанхоте музея В. Г. Короленко, но до войны музей не был создан.
В 1953 году здесь был открыт уголок писателя В. Г. Короленко в небольшой комнате во флигеле. В мае 1957 года на здании была установлена мемориальная доска о пребывании в Джанхоте писателя. В 1958 году дом И. Г. Короленко попадает в ведение Кореновского сахарного завода.
Музей официально был открыт 21 мая 1964 года, здание усадьбы передано на баланс Геленджикского историко-краеведческому музея. Других музеев Короленко в России нет.
С 1982 по 1991 гг. в музее проводились реставрационные работы. Новый этап реставрации проходил в 1998—2003 годах.